# Rauental (Rastatt)
Rauental ist ein Stadtteil der Kreisstadt Rastatt in Baden-Württemberg.

## Geografie

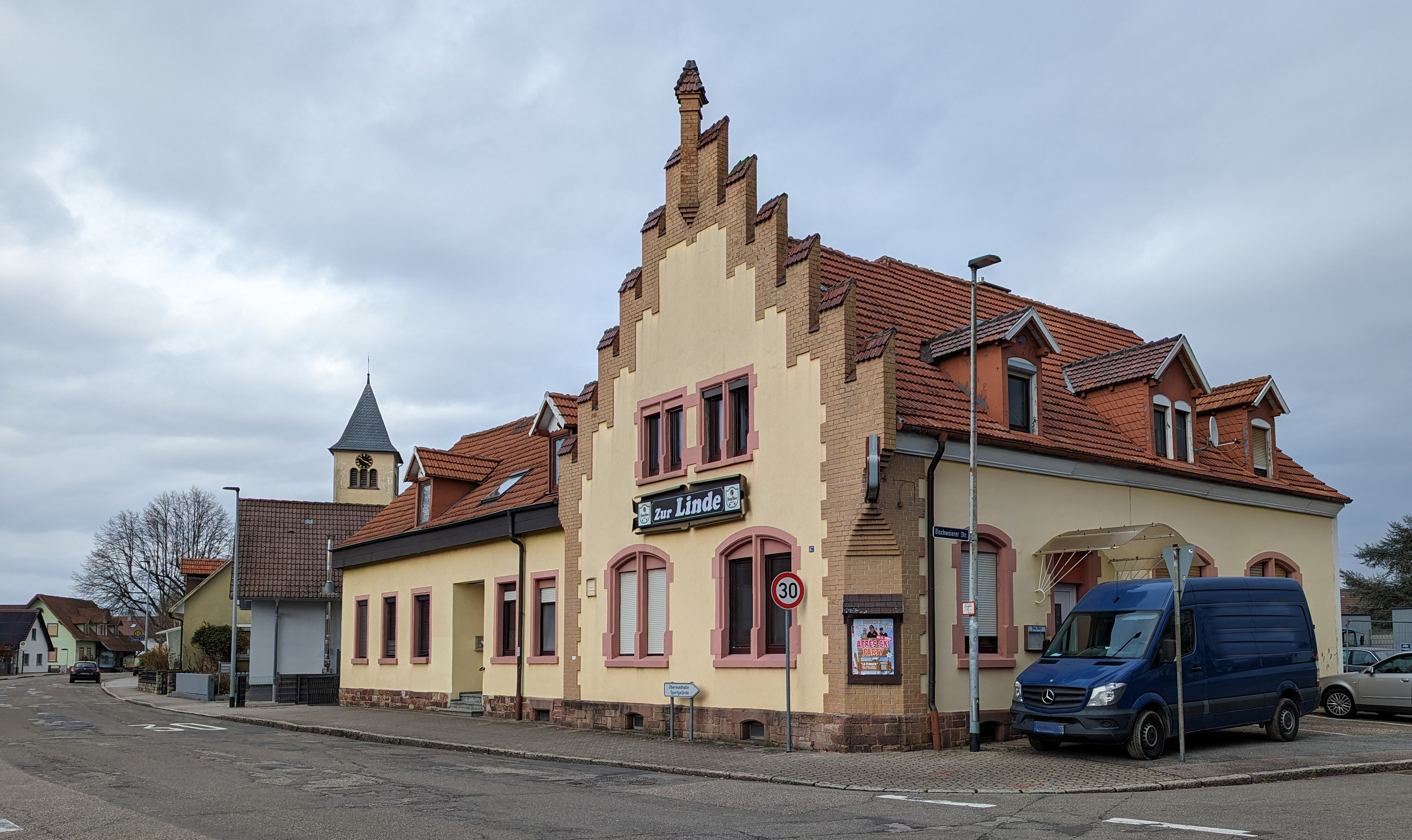
Gasthaus an der Rauentaler Hauptstraße

Rauental hat heute rund 1400 Einwohner. Der Ort liegt in der Oberrheinischen Tiefebene auf 120 m Höhe am Fuß des Nordschwarzwalds östlich des Hauptorts Rastatt, von dem das Dorf durch die Bundesautobahn A5 räumlich getrennt ist. Nach Norden und Osten wird der Ort durch die B 462 umsäumt, die von Rastatt ins Murgtal führt.

## Geschichte
Die erste urkundliche Erwähnung des Ortes als Ruwental stammt aus dem Jahr 1402. Der Name deutet auf die Lage in einer waldreichen Umgebung hin. Rauental entstand wahrscheinlich als Ausbausiedlung von Kuppenheim aus, zu dessen Gemarkung es bis ins 19. Jahrhundert gehörte.
Anlässlich der Gebiets- und Kreisreform  wurde Rauental am 1. Mai 1972 in die Kreisstadt Rastatt eingemeindet.

## Ortschaftsrat
Von den zehn Sitzen im Ortschaftsrat hat die CDU seit der Kommunalwahl 2019 sechs Sitze, die SPD und die Freien Wähler jeweils zwei Sitze.

## Wappen
Das Wappen zeigt in Gold das rote Dorfzeichen: ein Winkelmaß, den Winkel rechts und abwärtskehrend.